# مارلن ژوبر
مارلن ژوبر (فارسی: Marlène Jobert؛ زادهٔ ۴ نوامبر ۱۹۴۰) یک هنرپیشه و پدیدآور اهل فرانسه است. وی بین سال‌های ۱۹۶۶ تا ۱۹۹۸ میلادی فعالیت می‌کرد.

## گزیده فیلمشناسی
از فیلم‌ها یا برنامه‌های تلویزیونی که وی در آنها نقش داشته‌است می‌توان به آثار زیر اشاره کرد:
- مذکر، مؤنث (۱۹۶۶), همبازی ژان‌پیر لئو، شانتال گویا. کارگردان: ژان-لوک گدار
- ده روز شگفت‌انگیز (۱۹۷۲), همبازی اورسن ولز، آنتونی پرکینز، میشل پیکولی. کارگردان: کلود شابرول
- راز (فیلم ۱۹۷۴) (۱۹۷۴), همبازی ژان-لویی ترنتینیان، فیلیپ نوآره. کارگردان: روبر انریکو
- نبرد پلیس‌ها (۱۹۷۹), همبازی کلود براسر، کلود ریش، ژان-فرانسوا استونن. کارگردان: رابین دیویس